# America's Funniest Home Videos
America's Funniest Home Videos is een Amerikaans tv-programma dat op de Amerikaanse zender ABC wordt uitgezonden sinds 1990. In de serie worden zelfgemaakte komische videofragmenten vertoond, die aan elkaar gepraat worden door de presentator, Alfonso Ribeiro. Het programma wordt sinds het begin geproduceerd en geregisseerd door Vin di Bona. Het is gebaseerd op een Japans televisieprogramma, genaamd Fun TV with Kato-chan and Ken-chan.
Tot 1997 werd het programma gepresenteerd door Bob Saget. Het concept is simpel: kijkers kunnen grappige filmpjes opsturen. De redactie selecteert de drie grappigste van de week, die het tegen elkaar opnemen in een finale: het publiek mag de winnaar bepalen. Die verdient tienduizend dollar (de tweede 3000, de derde 2000). Regelmatig nemen de allerleukste van elk programma het dan tegen elkaar op om honderdduizend dollar te verdienen.
Het programma is vergelijkbaar met Australia's Funniest Home Videos, het Nederlandse Lachen om Home Video's en het Vlaamse Videodinges.

## Rolverdeling
| Acteur          | Personage                 |
| --------------- | ------------------------- |
| Bob Saget       | Presentator (1989-1997)   |
| Ernie Anderson  | Omroeper (1990-1996)      |
| Jess Harnell    | Omroeper (1996-2002)      |
| John Fugelsang  | Presentator (1997-2001)   |
| Daisy Fuentes   | Presentatrice (1997-2000) |
| Tom Bergeron    | Presentator (2001-2015)   |
| Alfonso Ribeiro | Presentator (2015-heden)  |